# Self Deception
Self Deception är en svensk musikgrupp, baserad i Stockholm, som spelar rock med influenser främst från 2000-talets musik som west coast-rock, grunge och hårdrock. Bandet bildades sommaren 2005 av Andreas Clark och Erik Eklund.

## Historia
I början av 2005 startade Clark och Eklund Self Deception och värvade gitarristen Gabriel Rauhofer och basisten Nicklas Wester. Bandet fick sitt första skivkontrakt 2007 via skivbolaget Roosters production och spelade in albumet "Restitution". Den första singeln hette "Relationship Redrum" och videon spelades in på den gamla avvecklade mentalsjukhuset Beckomberga i Stockholm. Nicklas Wester ersattes av Patrik Hallgren och de skrev ett nytt kontrakt med Ayam Music Group och började jobba med managern Linnea Sundquvist och producenten Joy Deb
Sommaren 2011 spelade bandet in sitt andra album "Over the threshold" på studion 301 i Stockholm.  Albumet inkluderade "can’t have it all" en duett med Linnea Deb. Rauhofer ersattes 2012 av Ronny Westphal och 2013 lämnade bandet Ayam Music Group började arbeta med producenten Nicklas Eklund som blev en stor del i den nya skrivprocessen. Self Deception ville även arbeta med producenten Dino Medanhodzic. EP:n "These Walls" spelades in i början av 2014 i Studio Radionika tillsammans med Dino Medanhodzic. Kort efter att EP:n "These Walls" spelades in skrev Self Deception ett nytt kontakt med skivbolaget Ninetone. "Killed Our Love" släpptes som den första singel.
I januari 2015 gjorde bandet en cover på Alesso & Tove Los låt Heroes.
Under 2016 spelade Self Deception in sitt tredje fullängdsalbum tillsammans med den svenska producenten Patrik Frisk, albumet producerades och mixades av Dino Medanhodzic. Den första singeln hette "Runaway Train" och släpptes 30 september 2016. 
År 2018 avslutade bandet samarbetet med sitt skivbolag och har sedan dess givit ut sin musik själva. De nya låtarna spelades in med producenten Dino Medanhodzic. 

## Medlemmar
Nuvarande medlemmar
- Andreas Clark – Sång
- Erik Eklund – Trummor
- Ronny Westphal – Gitarr
- Patrik Hallgren – Basgitarr, Körsång

Tidigare medlemmar
- Gabriel Rauhofer – Gitarr
- Niklas Wester – Basgitarr

## Diskografi
Studioalbum
- Restitution (2009)
- Over The Threshold (2011)
- Self Deception (2018)
- Shapes (2020)
- Reshaped (2020)
- You Are Only As Sick As Your Secrets (2023)

| År   | Singles                                            | EP                   | Album                  |
| ---- | -------------------------------------------------- | -------------------- | ---------------------- |
| 2009 | "Postcard (Marked better place)"                   |                      | Restitution2009        |
| 2009 | "Relationship Redrum"                              |                      | Restitution2009        |
| 2009 | "Delusion"                                         |                      | Restitution2009        |
| 2009 | "Torn Down (Akustisk)"                             |                      | Restitution2009        |
| 2011 | "Over The Threshold"                               |                      | Over The Threshold2011 |
| 2011 | "The Shift"                                        |                      | Over The Threshold2011 |
| 2011 | "Stay Young"                                       |                      | Over The Threshold2011 |
| 2011 | "Fucking Perfect" (Cover på Pink)                  |                      |                        |
| 2014 | "Killed Our Love"                                  | These Walls2014      |                        |
| 2014 | "Let's Never Leave This Bed"                       | These Walls2014      |                        |
| 2014 | "Killed Our Love" (Akustisk)                       | These Walls2014      |                        |
| 2015 | "Heroes (We could be)" Cover på Alesso & Tove Lo   |                      |                        |
| 2016 | "Runaway Train"                                    |                      | Self Deception 2018    |
| 2016 | "Runaway Train (Acoustic version)"                 |                      | Self Deception 2018    |
| 2017 | "I Give Up"                                        |                      | Self Deception 2018    |
| 2017 | "My Addiction" cover på Joakim Lundell             |                      | Self Deception 2018    |
| 2017 | "Broken Generation"                                |                      | Self Deception 2018    |
| 2017 | "Because Of You"                                   |                      | Self Deception 2018    |
| 2018 | “Eat Sleep Rock Repeat”                            |                      | Self Deception 2018    |
| 2018 | “Let Go remix feat Procrasta Nate”                 |                      |                        |
| 2019 | "Bury Me Alive"                                    | Endorse The Art 2019 | Shapes 2020            |
| 2019 | ”TicToc (Brace for impact)”                        | Endorse The Art 2019 | Shapes 2020            |
| 2019 | "Hell And Back"                                    | Endorse The Art 2019 | Shapes 2020            |
| 2020 | "High Risk No Reward                               |                      | Shapes 2020            |
| 2020 | "Smoke you out (feat.Gabriel Keyes & Kee Marcello) |                      | Shapes 2020            |
|      |                                                    |                      | Reshaped 2020          |
| 2021 | "Svag"                                             |                      |                        |
| 2021 | "The Fall"                                         |                      |                        |
| 2021 | "Stockholm Hearts"                                 |                      |                        |
| 2021 | "Intoxicated Haze"                                 |                      |                        |
| 2022 | "Legends"                                          |                      |                        |
| 2022 | "PSYCHO"                                           |                      |                        |
| 2022 | "Fight Fire With Gasoline"                         |                      |                        |

## Skivbolag
- Shepard Music (Self Deception label)
- Ninetone Records (2014-2018)
- Ayam Music Group (2010-2013)
- Rooster Records (2008-2010)